# Nancy Carell
Nancy Ellen Carell, nata Walls (Cohasset, 19 luglio 1966), è un'attrice, comica e scrittrice statunitense, nota soprattutto per le sue partecipazioni a Saturday Night Live, The Daily Show e The Office.

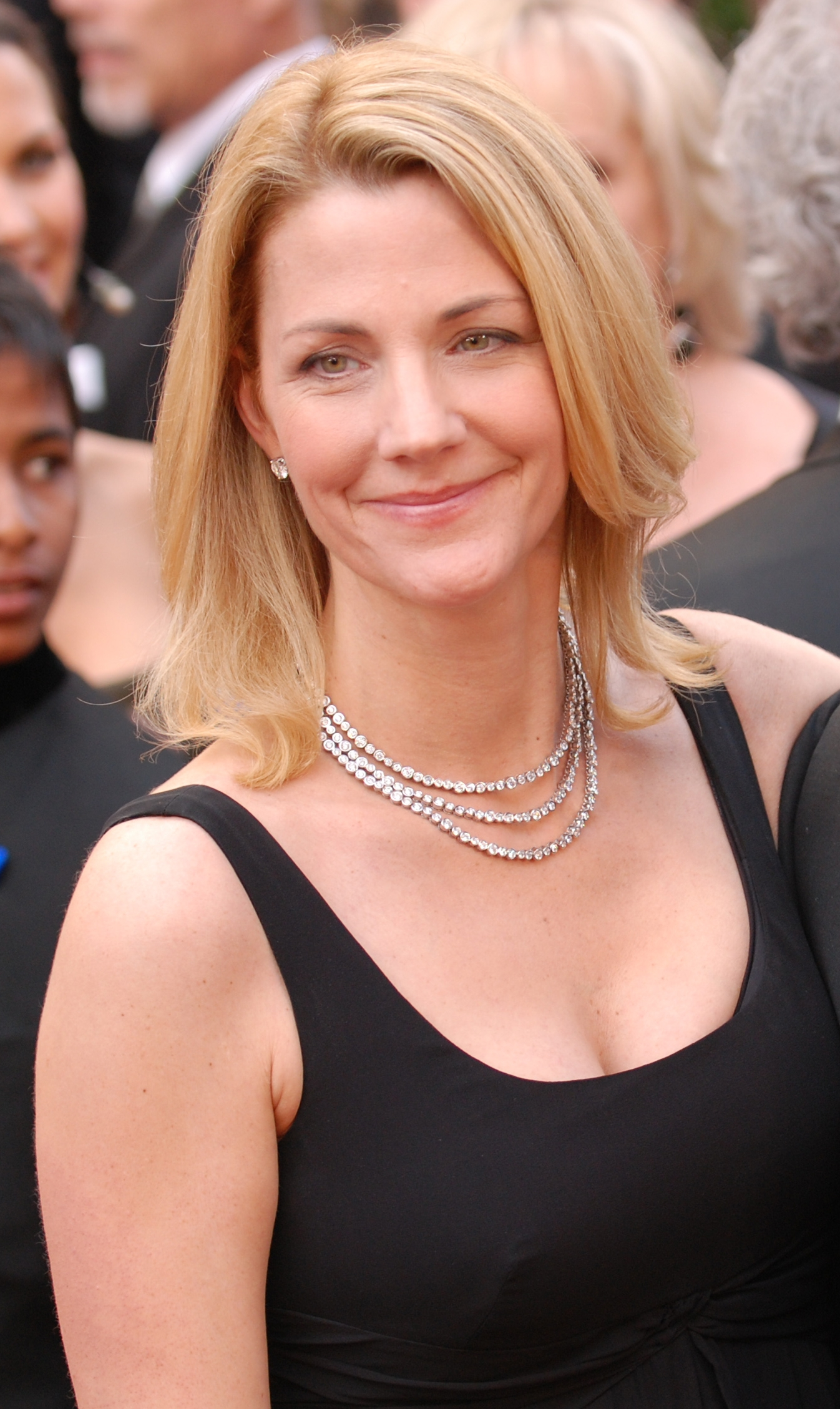
Nancy Walls ai Premi Oscar 2010

Nel 2016 ha co-ideato la serie TV comica Angie Tribeca assieme al marito Steve Carell.

## Biografia
Nata e cresciuta a Cohasset, Massachusetts, si è laureata al Boston College nel 1988. Durante gli anni universitari ha inoltre fatto parte della compagnia di improvvisazione "My Mother's Fleabag".
Ha intrapreso la carriera di comica nella compagnia teatrale "Second City" di Chicago e, come molti ex allievi della troupe, è più tardi entrata a far parte del cast del Saturday Night Live (1995-96), diventando celebre per l'imitazione dell'annunciatrice della CNN Bobbie Battista. In seguito ha ricoperto il ruolo di corrispondente nel programma satirico The Daily Show. Tra i suoi altri lavori, ha doppiato il personaggio di Helen Goode nella serie animata The Goode Family, creata da Mike Judge e in onda sulla ABC, dove è stata accreditata per la prima volta come Nancy Carell anziché Nancy Walls.
Fino al 2011, l'attrice è stata occasionalmente guest-star nella serie TV The Office, dove ha interpretato il ruolo di Carol Stills, un'agente immobiliare ed ex fidanzata del protagonista Michael Scott (interpretato dal marito di Nancy nella vita reale, Steve Carell). Ha anche fatto una breve apparizione nel film Le amiche della sposa del 2011.
Nancy Carell e suo marito Steve hanno inoltre ideato la serie comica Angie Tribeca, in onda sulla TBS con protagonista Rashida Jones. La serie ha debuttato il 17 gennaio 2016.

### Vita privata
Nancy è sposata con l'attore e comico Steve Carell, che ha conosciuto quando era una studentessa di un corso di improvvisazione che egli teneva alla The Second City. La coppia ha due figli.

## Filmografia

### Televisione
- Saturday Night Live (1995–1996) (20 episodi)
- The Daily Show (1999–2002) (90 episodi)
- The Office (2005–2006, 2010, 2013) (7 episodi)
- The Goode Family (2009) (13 episodi)
- Angie Tribeca (2017) (2 episodi)

### Cinema
- Terapia d'urto (2003)
- 40 anni vergine (2005)
- Le amiche della sposa (2011)
- Cercasi amore per la fine del mondo (2012)